# 搜查令
搜查令是一种由司法機關發出的法律执行指令，使得执法部门在刑事调查時能合法搜查目标地点、人士或交通工具等，并在此期间搜集與收缴涉及刑事犯罪的证物。

## 意义
在尊重法治和隐私权與限制警察权力的司法管辖区，司法機關必须在警察刑事调查时給予他們搜查令。
搜查令的必要性各地有异。独裁国家、君主制國家可能不需要搜查令，或者军人（军政府）、警察與政治警察可以无视法规而肆意搜捕，甚至他們抄家都无人會阻攔。

## 文件内容
一张有效搜查令一般要素包括：嫌疑人全名、住址、警察搜查范围、法庭颁令日期與法庭盖印等资料。